# Risto Jalo
Risto Jalo (* 18. Juli 1962 in Humppila) ist ein ehemaliger finnischer Eishockeyspieler und -funktionär, der in seiner aktiven Zeit von 1979 bis 1998 unter anderem für die Edmonton Oilers in der National Hockey League gespielt hat.

## Karriere
Risto Jalo begann seine Karriere als Eishockeyspieler in der Nachwuchsabteilung von Koo-Vee, für dessen Profimannschaft er in der Saison 1979/80 sein Debüt in der SM-liiga gab. Anschließend wechselte er zu dessen Ligarivalen Ilves Tampere, für den er in den folgenden zehn Jahren auf dem Eis stand und mit dem er in der Saison 1984/85 Finnischer Meister wurde. Im Vorjahr war er zudem in das All-Star Team der SM-liiga gewählt worden und absolvierte fünf Spiele für die finnische Olympiaauswahl, die als Gastmannschaft am Spielbetrieb der SM-liiga teilnahm. 
Während seiner Zeit bei Ilves wählten ihn die Washington Capitals im NHL Entry Draft 1981 in der siebten Runde als insgesamt 181. Spieler aus, allerdings kam er für die Mannschaft nie zum Einsatz. Stattdessen transferierten die Capitals die Rechte am Spieler am 6. März 1984 zu ihrem Ligarivalen Edmonton Oilers. Für die Oilers bestritt er zu Beginn der Saison 1985/86 per Probevertrag drei Spiele in der National Hockey League, in denen er drei Tore vorbereitete. Dennoch kehrte er zu Ilves Tampere zurück und wurde mit den Finnen in der Saison 1989/90 Vizemeister.
Die Saison 1990/91 verbrachte Jalo beim schwedischen Zweitligisten IK Vita Hästen, ehe er für die folgende Spielzeit erneut zu Ilves Tampere zurückkehrte. Nach einem Jahr beim HC Fassa in der italienischen Serie A1, spielte der Olympiateilnehmer von 1984 in der Saison 1993/94 zum letzten Mal für seinen Stammverein Ilves Tampere. Von 1994 bis zu seinem Karriereende 1998 im Alter von 35 Jahren stand der ehemalige Nationalspieler bei HPK Hämeenlinna in der SM-liiga unter Vertrag und war während des gesamten Zeitraums Mannschaftskapitän. Aufgrund seiner Verdienste um das finnische Eishockey wurde er 2004 als insgesamt 138. Spieler in die finnische Hockey Hall of Fame aufgenommen. Von 1999 bis 2004 war Jalo General Manager bei seinem langjährigen Ex-Klub Ilves Tampere. 

### International
Für Finnland nahm Jalo im Juniorenbereich an der U18-Junioren-Europameisterschaft 1980 sowie den U20-Junioren-Weltmeisterschaften 1981 und 1982 teil. Bei den beiden U20-Weltmeisterschaften gewann er mit seiner Mannschaft eine Silber- und eine Bronzemedaille. Im Seniorenbereich stand er im Aufgebot seines Landes bei den Weltmeisterschaften 1983, 1985, 1987 und 1990, sowie bei den Olympischen Winterspielen 1984 in Sarajevo.

## Erfolge und Auszeichnungen
- 1984 SM-liiga All-Star Team
- 1985 Finnischer Meister mit Ilves Tampere
- 1990 Finnischer Vizemeister mit Ilves Tampere
- 2004 Aufnahme in die Finnische Hockey Hall of Fame

### International
- 1981 Silbermedaille bei der Junioren-Weltmeisterschaft
- 1982 Bronzemedaille bei der Junioren-Weltmeisterschaft